# سردر باباخان
سردر بابا خان مربوط به دوره قاجار است و در تبریز، خیابان منجم، خیابان استاد جعفری، محله جمشید آباد، کوی باباخان واقع شده و این اثر در تاریخ ۷ خرداد ۱۳۸۷ با شمارهٔ ثبت ۲۲۸۵۰ به‌عنوان یکی از آثار ملی ایران به ثبت رسیده است. روز دوشنبه برابر با ۱۵ اردیبهشت ۱۳۹۹ دست‌اندرکاران شهرداری منطقه ۴ تبریز در پی ساخت خیابان بخش‌هایی از بنای باباخان در محله جمشیدآباد تبریز را ویران و نابود ساختند ، کریم میمنت‌نژاد کارشناس و پژوهشگر تاریخی شهر تبریز درباره ویران شدن خانه باباخان عنوان داشت ؛ آیا در این روزگاران بی‌مروت مردی نیست تا جلوی نابودی این بنای ارزشمند و تاریخی که بخشی از هویت تبریز می‌باشد را بگیرد ؟ خانه باباخان در جمشیدآباد ابنیه‌ای است که عیار نامی باباخان را روشن می‌سازد ، در زمانی که داروغه ستمگر وقت تبریز بنام رجبعلی داروغه به زنان تبریزی نسبت بدی داده بود ، باباخان با همراهی حاج الهیار و دیگر پهلوانان رگدار تبریزی او را در قانلی دالان بازار به سزای خود می‌رسانند و جان داروغه ستمگر را می‌ستانند و شبانه به همین خانه پناه برده و در آنجا پنهان شده و فردایش از آنجا رهسپار مکه می‌شوند ، اما گویی این خانه که روزگاری پناه عیاران تبریزی بوده اکنون نیازمند پناه یک مردی است تا از نابودی آن پیشگیری کند.